# Lobovalgus uelensis
Lobovalgus uelensis är en skalbaggsart som beskrevs av Louis Burgeon 1935. Lobovalgus uelensis ingår i släktet Lobovalgus och familjen Cetoniidae. Inga underarter finns listade i Catalogue of Life.